# Castell del Areny
Castell del Areny (oficialmente y en catalán Castell de l'Areny) es un municipio de España en la provincia de Barcelona, comunidad autónoma de Cataluña.

## Demografía
Castell del Areny cuenta con una población de 69 habitantes (INE 2024).
| Gráfica de evolución demográfica de Castell del Areny entre 1842 y 2021 |
| |
| Población de derecho según los censos de población del INE. Población de hecho según los censos de población del INE.En este censo se denominaba Castellareny: 1842. En estos censos se denominaba Castell del Areny: 1857, 1860, 1877, 1887, 1897, 1900, 1910, 1920, 1930, 1940, 1950, 1960, 1970 y 1981. |

| 249                        | 292 | 182 | 63 | 49 | 34 | 41 | 52 | 58 | 65 |
| (Fuente: [cita requerida]) |     |     |    |    |    |    |    |    |    |

## Economía
Agricultura de secano.

## Lugares de interés
- Iglesia de San Vicente, de estilo románico.
- Iglesia de San Román de la Clusa, de estilo románico.